# Vincent Ansquer

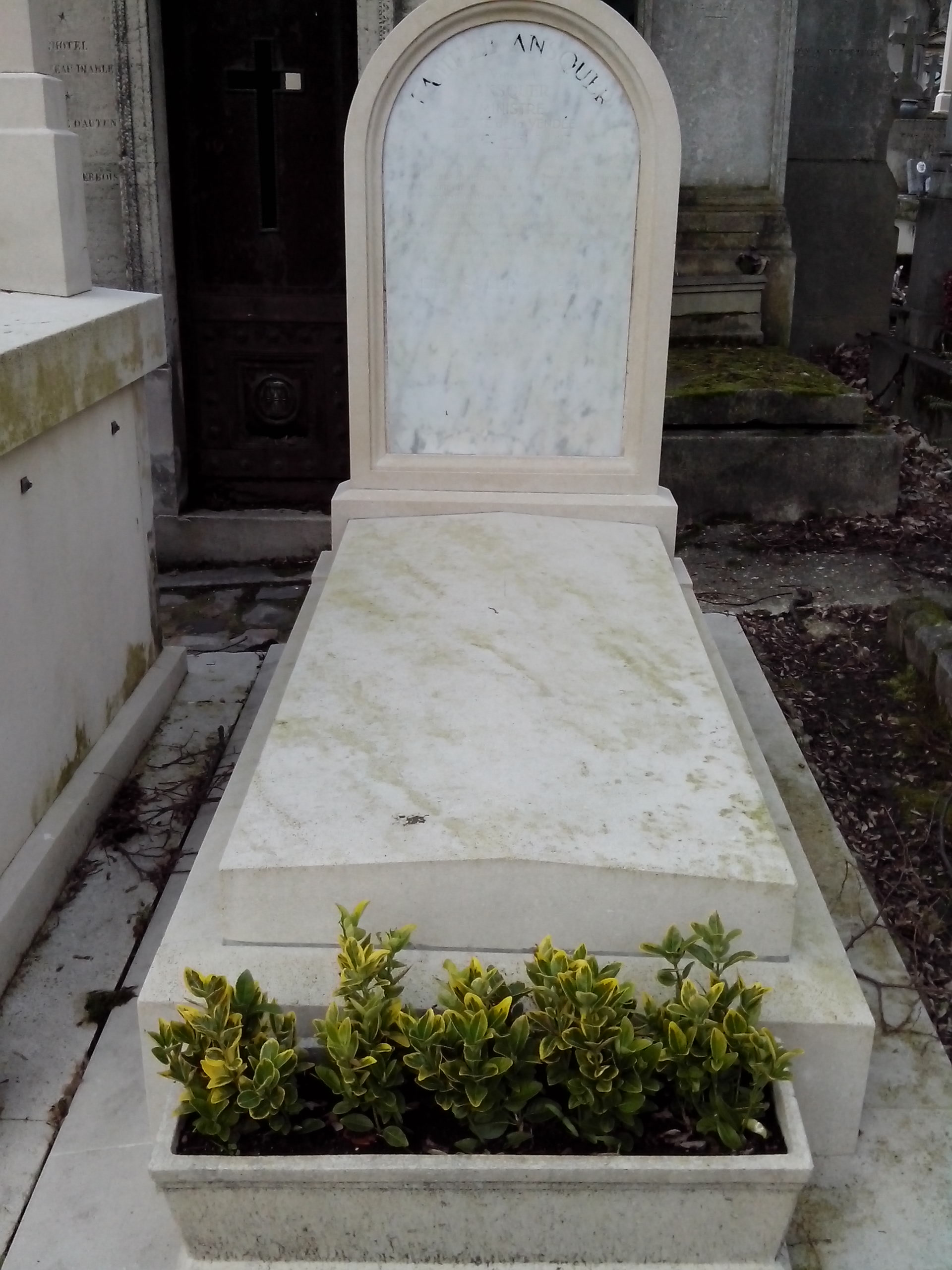
Nagrobek Vincenta Ansquer

Vincent Félix Jean-Marie Ansquer (ur. 11 stycznia 1925 w Treize-Septiers, zm. 31 maja lub 1 czerwca 1987 w Levallois-Perret) – francuski polityk i urzędnik państwowy, deputowany krajowy, poseł do Parlamentu Europejskiego I kadencji, w latach 1974–1977 minister.

## Życiorys
Ukończył studia prawnicze, następnie uczył się w École nationale de la France d’outre-mer, kształcącej urzędników dla francuskich kolonii. Od 1946 pracował w administracji kolonialnej, w tym jako attaché w Gwinei. Zajął się następnie działalnością biznesową, początkowo w Gwinei, następnie w 1952 został dyrektorem fabryki obuwia w La Bruffière. Był także współautorem książek.
Działał kolejno w Unii na rzecz Nowej Republiki (1962–1967), Unia Demokratów na rzecz Nowej Republiki (1967–1976, lider partii w Wandei), Zgromadzenie na Rzecz Republiki Zgromadzeniu na rzecz Republiki (od 1976). Od 1965 do 1978 mer La Bruffière, od 1969 do 1987 radny departamentu Wandea, od stycznia do października 1974 przewodniczył ponadto nowo utworzonej radzie regionu administracyjnego Kraj Loary. W latach 1962–1974 i 1978–1987 zasiadał w Zgromadzeniu Narodowym. Od 1974 do 1976 był ministrem handlu i rzemiosła w pierwszym rządzie Jacques’a Chiraca, następnie do 1977 ministrem jakości życia w pierwszym rządzie Raymonda Barre’a. W 1979 wybrany posłem do Parlamentu Europejskiego, przystąpił do Europejskiego Sojuszu Demokratycznego. W 1986 kandydował bez powodzenia do Senatu, przegrywając z Jacques’em Oudin.
Został pochowany na cmentarzu Père-Lachaise. Jego imieniem nazwano plac w La Bruffière.